# Alexander Petter
Alexander Petter (* 9. September 1832 in Agram; † 14. November 1905 in Salzburg) war Apotheker und von 1881 bis 1902 Direktor des Städtischen Museums Carolino Augusteum in Salzburg.

## Leben
Er wurde als der zweite von drei Söhnen des Militärjuristen Alois Petter und seiner Frau Anna, geborene Schöpfer von Klarenbrunn, geboren. Sein Bruder Franz wurde Offizier, sein Bruder Karl erwarb den Titel eines Mag. pharm. Die Familie Petter war wohlhabend und besaß in Salzburg den Oberen Apothekerhof und den Fondachhof.
Alexander erhielt ab dem 6. Lebensjahr Privatunterricht, im Mai 1840 musste er sich einer öffentlichen Prüfung unterziehen, die er in allen Fächern mit „sehr gut“ bestand. Mit acht Jahren kam er zu seinem Onkel Karl Hilz, der in Salzburg k.k. Hofapotheker war. Nach einem weiteren Jahr mit Privatunterricht trat er 1841 in die k.k. Normalhauptschule ein. Im Herbst 1843 besuchte er das Salzburger Lyzeum und bestand die folgenden vier Grammatikklassen (Untergymnasium) mit besten Noten. Danach trat er als Praktikant in die Hofapotheke ein, studierte aber „privatim“ weiterhin die Humanitätsklasse. Nach drei Jahren erhielt er die Bestätigung, dass er das Tirocinium für das Apothekerwesen bestanden hat. 1850 begann er in München das Studium an der Universität mit einer Vielzahl von Lehrveranstaltungen (Pharmazeutische Chemie, Pharmakognosie, Toxikologie, organische Chemie, Physik, Botanik, Mineralogie). In dieser Zeit wurde er Mitglied des Vereins studierender Pharmazeuten und auch des Corps Rheno-Palatia München. Zurück in Salzburg studierte er an der dortigen Medizinisch-chirurgischen Lehranstalt und arbeitete als Assistent in der Hofapotheke. 1853 wechselte er an die Universität Wien, wo er am 10. Juli 1853 zum Magister der Pharmazie ernannt wurde. Danach arbeitete er wieder in Salzburg bei seinem Onkel. 1857 ging er wiederum nach Wien, um seine Studien fortzusetzen. Dazu musste er zuerst die Maturitätsprüfung am Schottengymnasium ablegen. Am 18. Mai 1858 wurde er an der Universität Wien zum Doktor der Chemie (Dr. chem.) promoviert. Zurückgekehrt nach Salzburg, übernahm er  am 1. Jänner 1869 die k.k. Hofapotheke; im gleichen Jahr heiratete er Luise Pichler. 1874 verkaufte er die Apotheke und widmete sich fortan nur mehr öffentlichen Angelegenheiten.
Von 1858 bis 1891 war er nebenbei als Gerichtschemiker tätig. Ab 1859 betätigte er sich auch in verschiedenen Spitälern, um kranken und verwundeten Soldaten Hilfe zu leisten. Bei der Konstituierung des „patriotischen Frauenhilfsvereins zum roten Kreuz“  wurde er zum Vereinssekretär gewählt und behielt diese Funktion bis zu seinem Tode bei. Von 1865 bis 1872 war er Supplent an der Medizinisch-chirurgischen Lehranstalt. In Salzburg war er in vielen Vereinen und Funktionen tätig (z. B. Mitglied in der Salzburger Liedertafel ab 1853, Preisrichter bei Ausstellungen, Mitglied in der Gesellschaft für Salzburger Landeskunde ab 1860, Ortsschulrat der Stadt Salzburg und den Gemeinden Morzg und Maxglan, ab 1870, später im Stadtschulrat stellvertretender Vorsitzender bis 1905).
Nach dem Verkauf der Apotheke unternahm er eine größere Reise nach Wien, Pest, Triest und Zara. Zurückgekehrt, wurde er in den Gemeinderat von Salzburg gewählt und von diesem für den Verwaltungsrat des Städtischen Museums Carolino Augusteum (SCMA) vorgeschlagen. Zudem wurde er 1876 in die gemeinderätliche Gaswerkskommission und 1877 in die Badhauskommission gewählt. Nachdem der bisherige Direktor des SCMA Jost Schiffmann in Pension ging und trotz Ausschreibung kein geeigneter Nachfolger gefunden wurde, übernahm Petter ab 1. April 1881 die Museumsleitung zuerst provisorisch und ab 28. Juli 1881 definitiv mit dem Titel eines Kustos des SCMA; der Titel Direktor wurde ihm am 28. April 1884 verliehen. Die Ernennung eines Laien scheint in Wien mit Skepsis zur Kenntnis genommen worden zu sein, denn von der K.k. Zentralkommission für Erforschung und Erhaltung der Kunst- und historischen Denkmale wurden zwei Inspektoren nach Salzburg gesandt, um diesen Neuling zu Überprüfen. Diese Überprüfung scheint aber zur Zufriedenheit ausgefallen zu sein und Petter wurde sogar zum Korrespondenten dieser Gesellschaft ernannt. Erst am 10. November 1884 erhielt er das Bürgerrecht in Salzburg; bisher war er nach Brünn zuständig, dem Ort, an dem sein Vater wegen seines Militärdienstes stationiert war.

## Tätigkeit im Städtischen Museums Carolino Augusteum
Unter seinem Direktorat wurden die Museumssäle neu aufgestellt, beispielsweise wurden Räume für Salzburger Kostüme, Kinderspielzeug und Salzburger Keramik ausgestattet. 1885 wurde er zum Konservator für die Antikensektion für das Herzogtum Salzburg ernannt. In diesem Jahr wurde auch die Aufstellung der Münzsammlung, Typare und Sigel vollendet. 1887 konnte er die Räume der ehemaligen Fotografenschule der Staatsgewerbeschule für das Museum erwerben, in denen dann Teile der Bibliothek untergebracht wurden. Damit konnten die Buchspenden des Baron Metzburg sowie die Häuserchronik des Pfarrers Adam Doppler verstaut werden. Auch im Schloss Mirabell konnte er Räumlichkeiten für die mineralogisch-geologische Sammlung, die botanische und zoologische Sammlung und die Prunksäle des Schlosses für die Kostümsammlung akquirieren. 1899 wurde das Salzburger Stadtarchiv übernommen. In seiner Zeit wurde eine Vielzahl von Häusern dem Salzburg Museum gewidmet, in denen die wachsenden Sammlungen untergebracht und teilweise auch ausgestellt werden konnten.
Am 1. März 1902 trat Petter in den Ruhestand, er arbeitete aber bis zu seinem Tode weiter in dem Museum mit. So blieb er Mitglied in dem Verwaltungsrat des Museums und in dem Fachmännerkollegium der Gesellschaft für Salzburger Landeskunde. 1904 übernahm er den Nachlass des Salzburger Künstlers Hubert Sattler und gestaltete eine dem Künstler gewidmete Ausstellung.

## Werke
Alexander Petter verfasste eine Vielzahl von Schriften, die von der Gesellschaft für Salzburger Landeskunde, in den Mitteilungen der Zentralkommission, den Mitteilungen der anthropologischen Gesellschaft in Wien oder in Salzburger Zeitungen erschienen.
- Ein Nachtrag zu dem römischen Grabfelde am Birglstein in Salzburg. In: Mitt. K.K. Central Comm. Hist. Denkmale N. F. 19, 1893, S. 170–173.
- Das prähistorische Salzburg. In: Mitteilungen der Gesellschaft für Salzburger Landeskunde. Bd. 40, 1900, S. 1–10 (zobodat.at [PDF]).
- Das Römerthor nächst dem Rainberge in Salzburg. In: Mitteilungen der Gesellschaft für Salzburger Landeskunde,  Bd. 41, 1901, S. 1–9 (zobodat.at [PDF]).
- Der k. und k. Oberstabsarzt I. Classe Dr. Heinrich Wallmann. Sein Leben und Wirken. In: Mitteilungen der Gesellschaft für Salzburger Landeskunde,  Bd. 39, 1899, S. XVII ff.
- Grabungen auf dem Mönchsberge. Mai 1901. In: Mitteilungen der Gesellschaft für Salzburger Landeskunde, Bd. 41, 1901, S. 231.

## Ehrungen
- Goldenes Verdienstkreuz mit Krone für seine Verdienste um die Pflege kranker und verwundeten Soldaten, 13. Dezember 1866
- Korrespondierendes Mitglied der K.k. Zentralkommission für Erforschung und Erhaltung der Kunst- und historischen Denkmale, 1881
- Kaiserlicher Rat, 2. März 1893
- Ritterkreuz des Franz-Joseph-Orden, 30. November 1898
- Ehrenmitglied der Gesellschaft für Salzburger Landeskunde, 17. Dezember 1900
- In Salzburg wurde im Ortsteil Parsch nach ihm die „Dr.-Petter-Straße“ benannt.